# Peddapuram
Peddapuram est une ville du district de Kakinada dans l'État d'Andhra Pradesh en Inde. 
Selon le recensement de l'Inde de 2011, la localité compte une population de 49 477 habitants.